# Marcelino Sanz de Sautuola
Marcelino Sanz de Sautuola y Pedrueca (Santander, Cantabria, 2 de junio de 1831-Santander, Cantabria, 30 de marzo de 1888) fue un naturalista y prehistoriador español, y el descubridor científico de la cueva de Altamira.

## Biografía
Hijo de una familia de origen hidalgo y bien situada económicamente, con casa en Santander y finca solariega en la cercana localidad de Puente San Miguel, realizó los estudios de bachiller en Filosofía y Letras entre 1845 y 1848, en el Instituto Provincial de Segunda Enseñanza de Santander, seguidos de los de Derecho en la Universidad de Valladolid. No teniendo necesidad de ejercer la profesión, se dedicó, encuadrado dentro de la rica burguesía comercial santanderina, a la administración del patrimonio familiar y a los estudios de ciencias naturales, botánica y geología, a los que era aficionado desde muy joven y a los que sumaría algo más tarde los de prehistoria.
En 1859 recibió como expositor un premio en la "Exposición de Agricultura, Ganadería, Industria y Bellas Artes de las provincias de Castilla la Vieja", que tuvo lugar en Valladolid, y en 1863 plantó en su finca el primer ejemplar de eucalipto, publicando en 1866, en el marco de la Exposición Provincial de Santander, un informe sobre la aclimatación de este árbol en Cantabria: Apuntes sobre la aclimatación del Eucaliptus globulus en la provincia de Santander.
Mientras cumplía funciones representativas en la Junta Provincial del Censo y la Comisión de Alamedas y Paseos, o era vicepresidente de la Liga de Contribuyentes y vocal secretario de la Junta de Obras del Puerto de Santander, se iban perfilando también sus gustos por la arqueología y la antropología. En 1866 es nombrado miembro correspondiente de la Real Academia de la Historia, y en 1872 vicepresidente de la Comisión de Monumentos de la Provincia de Santander.
Su asistencia en 1878 a la Exposición Universal de París (a la que en principio concurría con productos regionales), durante la cual aprovechó para visitar el pabellón antropológico y observar materiales prehistóricos similares a los que conocía y tenía en su pequeña colección, fue decisiva para la nueva y más importante deriva de sus intereses. A su regreso de París, muy entusiasmado, inicia investigaciones y exploraciones más sistemáticas en cuevas cántabras como Revilla de Camargo y otras.
Fue por aquella época cuando Modesto Cubillas, aparcero por entonces de sus fincas, le informó de que hacia 1868 había descubierto una cueva que le podría interesar. Aunque la había visitado por primera vez en 1875, fue en el verano de 1879 cuando, en una de sus múltiples excursiones, su hija María, de ocho años, le dijo al mirar al techo de la cueva en la que estaban "¡Mira, papá! ¡Bueyes pintados!". Acababa de descubrir las pinturas de la cueva de Altamira, considerada la Capilla Sixtina del arte rupestre.
El año siguiente, 1880, Marcelino presentó las pinturas y sus conclusiones sobre ella y los demás materiales en sus Breves apuntes sobre algunos objetos prehistóricos de la provincia de Santander en cuya lám. 3 mostraba un completo esquema de la bóveda natural con sus pinturas. La publicación causó un gran impacto, pues no se esperaba que nuestros ancestros prehistóricos exhibieran tan alto nivel cultural.

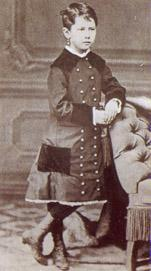
Su hija, María Sanz de Sautuola y Escalante (1871-1946).

Autoridades en Prehistoria, encabezadas por Gabriel de Mortillet y Cartailhac, rechazaron que las pinturas de Altamira fuesen obra del hombre prehistórico, llegando algunos, durante el congreso internacional de Lisboa de 1880, a la acusación velada de haber sido pintadas recientemente. Consideraban que ni la técnica, ni el color tan nítido a pesar de los años podían ser naturales. Entre los españoles hubo también varios reacios: Eugenio Lemus y Olmo, Ignacio Bolívar, Manuel Antón y Ferrándiz, Eduardo Reyes Prósper, Ángel de los Ríos y Ríos (cronista de La Montaña e ilustre historiador), etc. Excepción fue la opinión del valenciano Juan Vilanova y Piera, catedrático de Paleontología en la Universidad de Madrid, el más firme defensor de la autenticidad junto a Sautuola, y del sevillano Miguel Rodríguez Ferrer, quien publicaba en 1880 en La Ilustración Española y Americana un extenso artículo avalando la veracidad de las pinturas.
La reacción profesional fue mayoritariamente negativa. Sendos informes de miembros de instituciones de tanto peso en España como la Sociedad Española de Historia Natural y la Institución Libre de Enseñanza rechazaron la antigüedad prehistórica de las pinturas o, como mucho (en el caso de la segunda), las atribuyeron a soldados romanos que se habrían refugiado en la cueva durante las guerras cántabras. Tras un informe encargado por Cartailhac a uno de sus colaboradores, Harlé, que en 1881 sentenció que eran modernas, el caso se consideró zanjado, y las pinturas de Altamira no se volvieron a tener en cuenta ni a citar, de tal forma que "la obra maestra del primer Arte fue condenada al ostracismo durante más de veinte años".
El reconocimiento de la labor y perspicacia de Marcelino Sanz de Sautuola no comenzó a producirse, lamentablemente, hasta años después. En 1895 se descubrieron los grabados de La Mouthe, en Francia, y los trabajos de Henri Breuil llevaron al descubrimiento de otras manifestaciones de arte rupestre parietal similares. Breuil publicó sus resultados en 1902, en el Congreso de la Association Française pour l'Avancement des Sciences, confirmando la autenticidad de los hallazgos de Altamira. Posteriormente, su principal crítico, Cartailhac, publicó el abreviadamente citado "Mea culpa d'un sceptique", reconociendo su equivocación y mostrando sus tardíos respeto y admiración por el ya desaparecido erudito cántabro. Los testimonió a su familia en una visita personal que por fin realizó a la cueva, acompañado de Breuil, en el mismo año de 1902.
Las modernas técnicas de datación científica han confirmado que las pinturas de la cueva de Altamira fueron creadas en un intervalo de tiempo entre 11.000 y 19.000 años, y los descubrimientos de Sanz de Sautuola son una de las piedras angulares del estudio del arte paleolítico. Pero Sanz de Sautuola, que había muerto catorce años antes, no vivió para disfrutar la restitución de su honor, ni la posterior confirmación científica de sus premoniciones, como tampoco Vilanova, fallecido en 1893.
Andando el tiempo, su hija y descubridora de las pinturas, María Sanz de Sautuola y Escalante, entroncando en 1898 por matrimonio con los Botín, sería abuela del banquero Emilio Botín (Emilio Botín Sanz de Sautuola y García de los Ríos), que fue presidente del Banco Santander.

## Altamira en el cine
En marzo de 2016 se estrenó en España el largometraje Altamira, pretendidamente biográfico, de la productora Morena Films, dirigida por el prestigioso Hugh Hudson y protagonizada por Antonio Banderas en el papel de Sautuola. La película, patrocinada también por el Gobierno de Cantabria y la Fundación Botín y rodada en inglés con vistas a su explotación exterior, no cosechó sin embargo en España el éxito previsto, al menos en su primera semana de exhibición.